# لورنزو اسکوئیزی
لورنزو اسکوئیزی (انگلیسی: Lorenzo Squizzi؛ زادهٔ ۲۰ ژوئن ۱۹۷۴) بازیکن فوتبال اهل ایتالیا است.
از باشگاه‌هایی که در آن بازی کرده‌است می‌توان به باشگاه فوتبال پروجا، باشگاه فوتبال یوونتوس، باشگاه فوتبال کیه‌وو ورونا، باشگاه فوتبال سالرنیتانا، باشگاه فوتبال کاتانیا، باشگاه فوتبال مونتسا، باشگاه فوتبال رجانا، باشگاه فوتبال چزنا، و باشگاه فوتبال اسپال اشاره کرد.